# Abdulwahab al-Malud
Abdulwahab Rahman Hedaib Isa Ali Al Malud (ur. 21 lipca 1989) – bahrajński piłkarz występujący na pozycji pomocnika w drużynie Al-Muharraq.

## Kariera piłkarska
Abdulwahab Al Malud jest wychowankiem zespołu Al-Muharraq, w którym gra do tej pory. W 2010 zadebiutował w reprezentacji Bahrajnu. W 2011 został powołany do kadry na Puchar Azji rozgrywany w Katarze. Jego drużyna zajęła 3. miejsce w grupie i nie awansowała do dalszej fazy.